# ماجرای تورنسل
ماجرای تورنسل (به فرانسوی: L'Affaire Tournesol) یا به انگلیسی ماجرای کلکولس (The Calculus Affair) هجدهمین کتاب از مجموعهٔ کتابهای مصور ماجراهای تن‌تن و میلو است که توسط هرژه در سال (۱۹۵۶) برای اولین بار نوشته، طراحی و چاپ شد.
داستان ماجرای تورنسل از این قرار است که، پروفسور تورنسل موفق به اختراع دستگاه ماوراء صوتی می‌شود که کاربرد نظامی هم می‌تواند داشته باشد. وی که برای یک کنفرانس علمی به ژنو می‌رود توسط جاسوسان دو کشور رقیب ربوده می‌شود و تن‌تن، کاپیتان هادوک و میلو برای نجات دوستشان پروفسور تورنسل به ژنو می‌روند و …
بسیاری از منتقدان این اثر را شاهکار ادبی هرژه نام داده‌اند.

## چاپ اول
- در ایران (ترجمه فارسی): یونیورسال
- در انگلیس: Casterman

## تعداد صفحات
- در ایران: ۶۴ صفحه
- در بلژیک: ۶۲ صفحه
- در انگلیس: ۶۲ صفحه
- در آمریکا: ۶۲ صفحه
- در فرانسه: ۶۲ صفحه

## آیا می‌دانستید
- کتابی که تن‌تن در خانه پروفسور تاپالینو (دوست پروفسور تورنسل) در ژنو با نام (German Research in World War II) یا «تحقیقات آلمان در جنگ جهانی دوم» پیدا می‌کند وجود خارجی دارد. این کتاب در سال ۱۹۴۷ به قلم ژنرال لزلی سایمن آمریکایی به چاپ رسیده بود.
- هرژه در این کتاب برای اولین بار شخصیت سرهنگ اسپونز را از روی شخصیت برادر مغضوبش پال رمی که افسر ارتش بلژیک بود آفرید. سرهنگ اسپونز در کتاب تن‌تن و پیکاروها که آخرین کتابی است که هرژه آن را تمام کرد، دوباره ظاهر شد.

ماجرای تورنسل در زمانی که جنگ سرد میان بلوک شرق و غرب به اوج خود رسید بود در سال ۱۹۵۶ به چاپ رسید هرژه یک باردیگر رقابت میان سیلدیویا و بوردوریارا وسیله‌ای برای نشان دادن درگیری میان سران بلوک کمونیست و جهان سرمایه داری قرارداد هرژه با هنر و طنز خاص خود حتی از آن چه برسرجهان در صورت تفوق قدرت‌های سلطه‌گر به وجود خواهد آمد را به تصویر کشیده است به اعتقاد بسیاری از صاحب نظران این آلبوم شاهکار تکنیکی هرژه می‌باشد.